# +ANIMA
+ANIMA（プラス・アニマ）は、電撃コミックガオ!にて連載された迎夏生の漫画作品。

## 概要
人の身でありながら動物の力を宿した+アニマの子供たちは旅の中で少しずつ大人になっていく。

## 登場人物

### 主人公とその仲間たち
クーロ
11歳。カラスの+アニマ。ハスキー程度なら持ち上げて一緒に飛べる:41-44。生まれながらの+アニマであり、親がいないため教会で育てられた。相手が+アニマかどうかが分かる。つかみどころのない性格で、元気いっぱいでとても明るい。何も考えていなさそうだが、状況をごまかすため、しれっと嘘をつくちゃっかりさん。相手の言うことを尊重するためか、出て行くと言われれば止めないという素直な性格。かなりの食いしん坊で、かなりの量を食べる。特にリンゴは大好物で気絶しても放さない。黒い羽は『死の使い』として不吉な存在とされるため、偏見に良く遭う。ただし本人は気にしていない模様。アニマの印が両肩にあり、肩が隠れる服を着ない上、+アニマの力を頻繁に使うためばれる。一緒に旅をする+アニマを探して旅をしている。　
ハスキー
10歳。魚の+アニマ。人魚のように自由に水の中を泳げる。水中呼吸可能。そのためほぼ毎日、魚を獲るため水の中に潜っている。一見すると女性のような顔立ちをしているが男の子とのこと。女嫌いで、女に間違えられることを極端に嫌がる。性格はクールそうに見えるが頭に血が上りやすい。また、かなりの意地っ張り。武器はどさくさに紛れて盗ってきた棒で通称『クーロおしおき棒』（よくクーロをポンポコ叩いているため）。棒術を習ったことがあり、（冷静になれば）強い。宝石類が好きで、けっこうな目利き。大事なものは親から貰ったサファイアのピアス。礼儀作法もしっかりしているため、ナナは上流階級の出身だと思っている。ちなみにハスキーは偽名。
センリ
15歳。クマの+アニマ。右腕に+アニマの印があり右腕を熊の手に変えられる。結構怪力。髪に青いビーズをつけていることからキムウンクルと思われる。左目に眼帯をしており、左のおなかに大きな傷跡が残っている。無口であまりしゃべらない。というよりボケっとしている。そのことを仲間から心配されている。クーロとは違った意味でつかみどころが無い。すぐに+アニマの力で解決しようとする節があるので、周りからよく止められる。血を飲むのが好き。昔は、大きなキャラバンで食事係をしていたらしい。そのため料理が得意。蛇も美味しく調理が可能。大事なものは本であり、各地でその本で押し花をしている。何かを探して旅をしている…らしい。
ナナ＝アルバ
10歳。コウモリの+アニマ。空を飛び、超音波を発したり、聞くこともできる（エコーロケーション可）。超音波だけではなく、遠くの小さな音も聞くことができる。また、超音波で人を昏倒させることも可能。かなりの高性能だが、本人は+アニマであることが好きではなく、使いたがらない。女の子らしくおしゃれには気を使っているが、背中から首にかけてあるアニマの印は、「目指すべきファッションと違う」とのこと（ハード系ではなく、リボンやフリルなどの、いかにも女の子という格好が好き）。針仕事が得意で、古着をリメイクして しょっちゅう服装を変える。酒癖の悪い父親に夜の森で追われ、殺されかけた時に+アニマになった。そのためコウモリの+アニマなのに夜の森はトラウマになっている:173-183。夢は玉の輿に乗ることらしい。

### その他の登場人物
ローズ
+アニマの少女。作中では何の＋アニマであるかは明記されていないが、猫科の動物である。爪が伸び、猫目になる。跳躍力等、運動神経が良くなる模様。頬と額にちょっとだけ縞がでる。女の子1人でアクセサリー類を行商している。自分でデザインもする。ただし、ハスキーいわく「安物」とのこと。ピニオンと言う弟がいる。
ピニオン
ローズの弟。センリに雰囲気が似ているらしい。センリと同じく無口。体が弱いので、ローズについて行かずにおじさんとおばさんの家に預けられている。見たものを記憶し、そのまま描く能力がありアスタリア研究所で軍事利用されそうになっている。
ハーデン
元刀鍛冶。ガーディアンハートと言う名刀を作ったが…。現在は包丁や鋏などの日用品を作っている。+アニマに理解がある。
マーガレット
ハーデンの妻。仕事を探していたクーロとナナを雇った。
マルカ＝ブライトン
+アニマが大好きという女性。+アニマを探して旅をしている。クーロたち一行に会い、それ以降、彼らにバレないように尾行している。どこかにクーロたちの動向を伝えている模様。クーロは会った事がある気がするらしい。

#### モス・マウンテン編
イグナス＝ヒースリーグ
サイランドからモスマウンテンを守るために来た、アスタリアの軍人の男。
シ＝ムカラ
シュロス族の長（オサ）でオオカミの+アニマ。男性。
イグナスに試練を与える。
ウパス
トーア族（センリ、リイヤと同じ部族）。男性。サイランドの攻撃にあい、生き残ったのはウパスだけとなった。
リイヤ
センリの父親でクマの+アニマ。センリを守るためにセンリに殺された。

#### サイランド編
クリスタラ
大きなキャラバンを率いる女商人で、+アニマに好かれている。センリは子供の頃の恩師。
カザナ
タカの+アニマ。男性。+アニマの自由のために新しい世界を作ろうとする。クリスタラを嫌っている。
キーン
サイランドの王子。昔ミルラをいじめていた。
マレイン
サイランド王二十二王妃であり、自殺したとされるミルラの母親。

#### アスター編
フライ＝グリーナ＝エイト
アスタリア国王の甥であり、+アニマ専門の研究員。政治には全く関心が無く、+アニマの研究ばかりしている。
エイロン＝ニュート
フライの先生であり、クーロの出生の秘密を知っている。男性。
ブランカ
地下都市（遺跡）で眠っていた人工生命体。フライ曰く「天使の+アニマ」。性別不詳。

## 作中用語
+アニマ
動物の力を宿した人間のこと。異端者として排除され、人間扱いされないことも多い。
+アニマになる条件
- 子供であること。
- 死に近い体験をすること。
- 近くに危機を脱出する能力を持つ動物がいること。

+アニマでなくなる条件
生きていく上で必要でなくなること。
アスタリア
国家。首都はアスター。
+アニマについて見識はあまりなく、気味悪がったりしている。
モス・マウンテン
アスターとサイランドの国境の山岳地帯。
キムウンクル
モス・マウンテンに住む民族で、+アニマは+アニマであることに誇りをもつ。故に大人になっても+アニマであり続ける。
サイランド
国家。首都はステラ。
+アニマは奴隷扱いされている。
好戦的でモス・マウンテンに何度も攻め入っている。

## サブタイトル
1. 黒い天使と銀の姫
2. 花畑の用心棒
3. 子供たちの群
4. 闇に響く声
5. 3+1=?
6. 蜂ノ巣館の秘密<1>
7. 蜂ノ巣館の秘密<2>
8. デザート・ローズ
9. 風の翼<1>
10. 風の翼<2>
11. ガーディアン・ハート<1>
12. ガーディアン・ハート<2>
13. ハスキーの憂鬱
14. 傷痕
15. マギーコロシアム<1>
16. マギーコロシアム<2>
17. マギーコロシアム<3>
18. マギーコロシアム<4>
19. マギーコロシアム<5>
20. リトルフラワー
21. コンタクト
22. リンゴの家
23. 人魚に恋した少年<1>
24. 人魚に恋した少年<2>
25. テディベア
26. モスマウンテン
27. 眠るもの
28. 木漏れ日の記憶
29. 狂える獣
30. きみを守るもの
31. 山の向こう
32. 雪の中の物語
33. 闇のトンネル
34. クリスタラとデイジー
35. サイランドのオキテ
36. マーケット
37. Wish
38. 6 years ago
39. ステラ
40. 緑の館
41. 真夜中の告白
42. 王城ミステリーツアー
43. 断たれた階段
44. 黒い爪
45. 願いの行きつくところ
46. 青い翼
47. 天使の湖（前編）
48. 天使の湖（後編）
49. 幼なじみ（前編）
50. 幼なじみ（後編）
51. 白い影
52. 開けちゃいけない宝箱
53. 私のアニマ
54. 結晶
55. さよなら
56. 羽ばたきの丘

### 特別収録作品
『月刊電撃コミックガオ!』2000年2月号～4月号に特別収録されている作品。作品名は同じだが、『+ANIMA』のパイロット版である。
- PARALLEL 1 紫岩に舞う
- PARALLEL 2 海に夢見る
- PARALLEL 3 闇に光る

## 書誌情報
- 迎夏生『+ANIMA』KADOKAWA〈電撃コミックス〉。
  - 『+ANIMA』 1巻、2000年12月16日。ISBN 978-4840217309。
  - 『+ANIMA』 2巻、2001年5月1日。ISBN 978-4840218535。
  - 『+ANIMA』 3巻、2001年11月1日。ISBN 978-4840219990。
  - 『+ANIMA』 4巻、2002年5月27日。ISBN 978-4840221238。
  - 『+ANIMA』 5巻、2002年11月27日。ISBN 978-4840222365。
  - 『+ANIMA』 6巻、2003年5月1日。ISBN 978-4840223959。
  - 『+ANIMA』 7巻、2003年11月27日。ISBN 978-4840225359。
  - 『+ANIMA』 8巻、2004年5月27日。ISBN 978-4840227131。
  - 『+ANIMA』 9巻、2004年9月21日。ISBN 978-4840228169。
  - 『+ANIMA』 10巻、2005年3月26日。ISBN 978-4840230100。

#### 漫画を出典とするもの
1. ↑  漫画1巻, 第1話
2. ↑  漫画1巻, 第5話